# Manuel José de Sousa França
Manuel José de Sousa França (Laguna, 1780 – Rio de Janeiro, 8 de fevereiro de 1856) foi um político brasileiro.

## Biografia
Filho de Francisco de Sousa França e Isabel Rosa de Proença (ou Pureza). Era irmão de Francisco 'Silva', João, José, Domingos, Joaquim, Vicente José, Antônio José e cinco mulheres. Nunca contraiu matrimônio, mas teve uma filha com Ana dos Gatos, chamada Maria Isabel da Silva França, a qual se casou com o seu primo Luiz Carlos de Sousa França.
Foi enviado para estudar num seminário no Rio de Janeiro, estudos que concluiu em 1821.
Foi advogado no município do Rio de Janeiro, então sede da Corte e, em 1823, eleito deputado pela província fluminense para a Assembleia Constituinte, bem como nas legislaturas seguintes. Fez, ainda, parte o Conselho de Sua Majestade.
Foi ministro da Justiça, de 19 de março a 5 de abril de 1831, e de 7 de abril a 5 de julho do mesmo ano, e ministro dos Negócios do Império, de 26 de abril a 16 de julho de 1831.
Foi Provedor na Santa Casa da Misericórdia do Rio de Janeiro.
Foi presidente da província do Rio de Janeiro de abril de 1836 a agosto de 1840.
Foi o responsável, quando ministro dos Negócios do Império, pela nomeação de seu co-provinciano Feliciano Nunes Pires para presidente da província de Santa Catarina.
É patrono da cadeira 31 na Academia Catarinense de Letras.

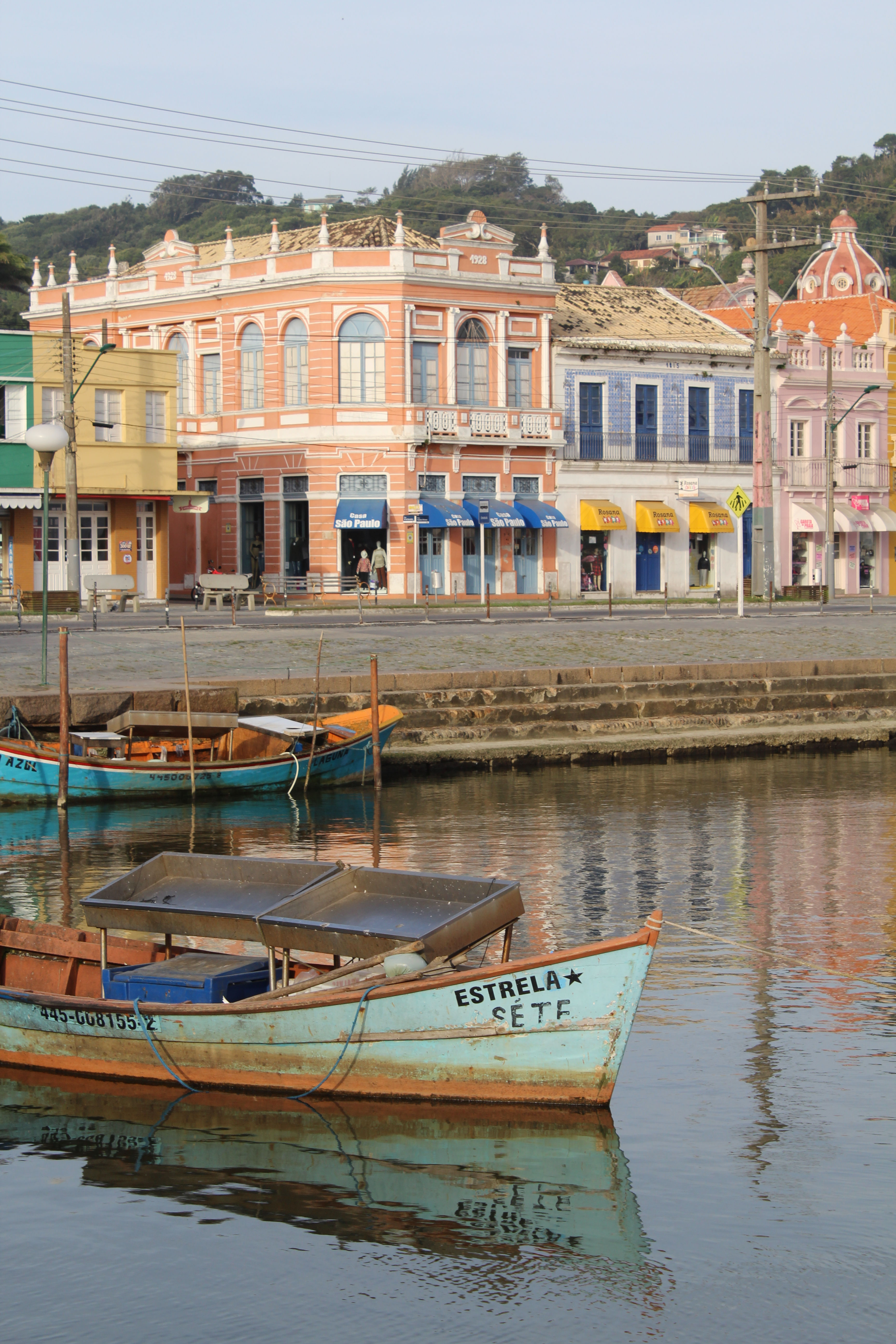
Manuel José de Sousa França nasceu em Laguna (SC) em 1780.
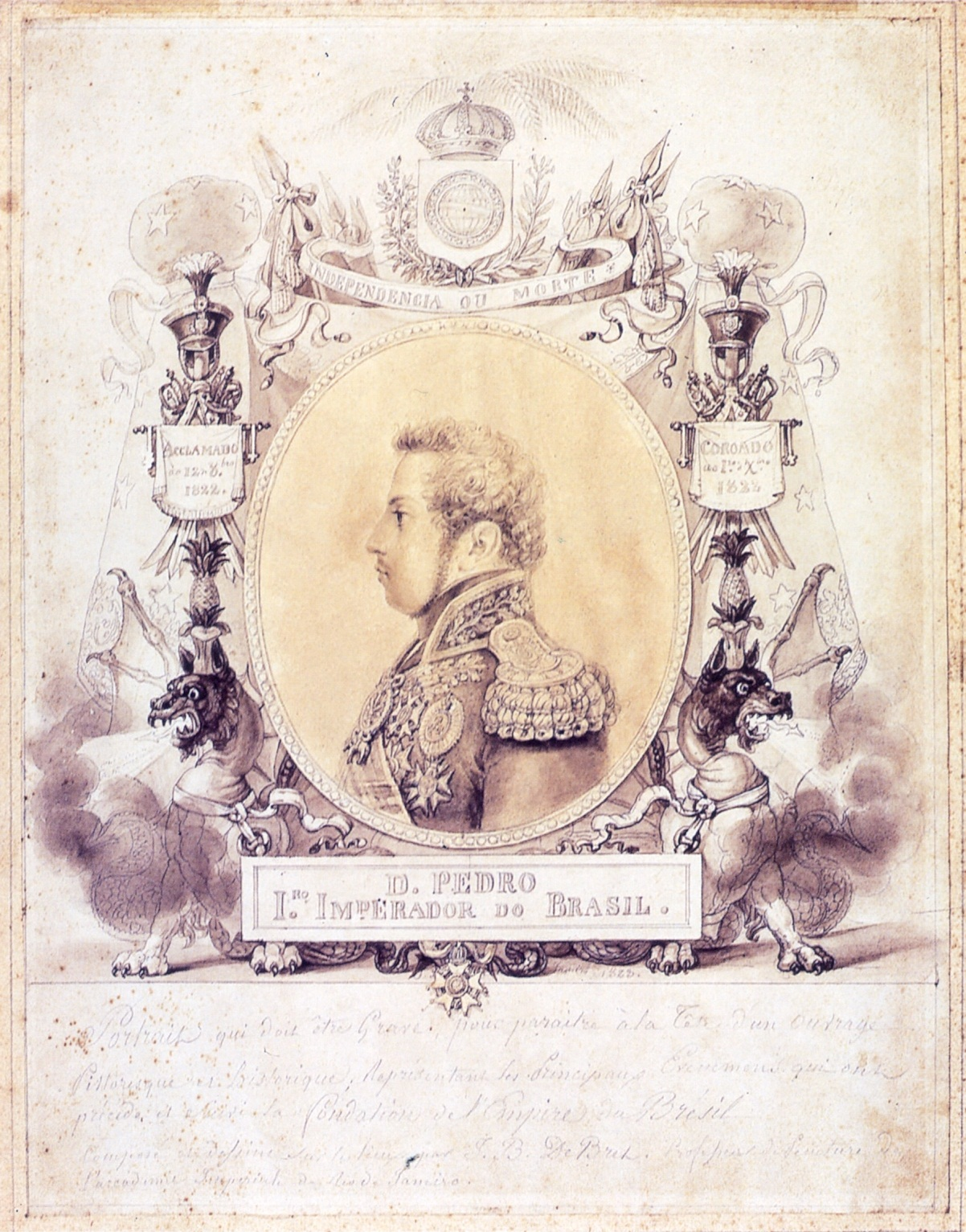
Integrou a Primeira Assembleia Nacional Constituinte do Brasil que foi dissolvida pelo Imperador Pedro I em 1823.
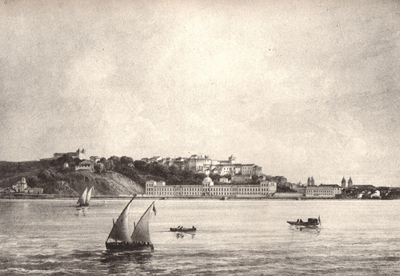
Foi provedor da Santa Casa da Misericórdia do Rio de Janeiro
Integrou o Partido Liberal com nomes como de Diogo Antônio Feijó e Manuel Alves Branco.
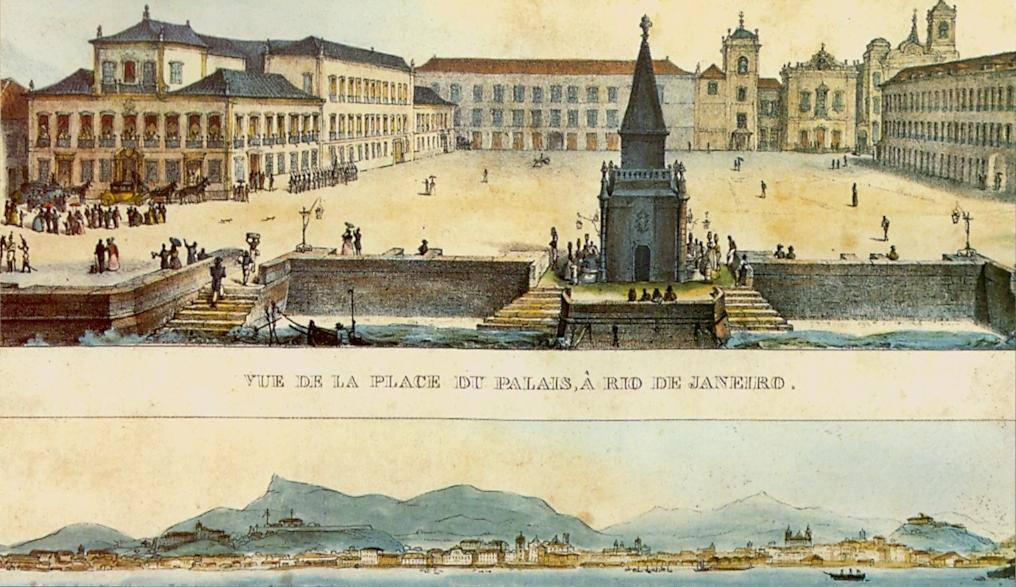
Foi Administrador do Rio de Janeiro em 1831 e presidente desta Província entre 1836 e 1840.
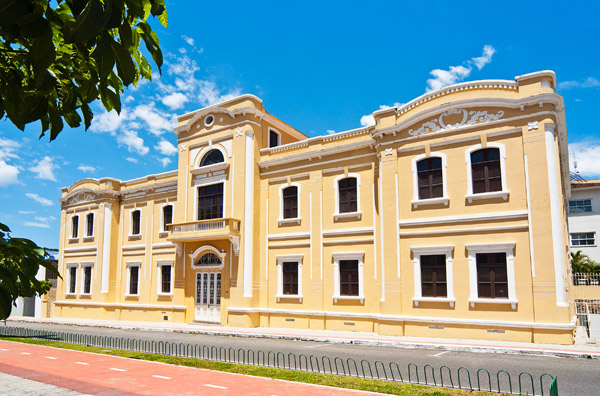
É patrono da cadeira 31 na Academia Catarinense de Letras.

## Obras
- Retrospecto dos erros da adnubustração do Brasil desde a sua conduta como causa principal de atraso de sua prosperidade política (1848)